# فینال جام حذفی فوتبال انگلستان ۱۹۲۸
فینال جام حذفی فوتبال انگلستان ۱۹۲۸، رقابت پایانی جام حذفی فوتبال انگلستان در سال ۱۹۲۸ میلادی است که مابین دو تیم باشگاه فوتبال بلکبرن و باشگاه فوتبال هادرسفیلد تاون در ورزشگاه ومبلی لندن برگزار شده‌است.
این مسابقه که در تاریخ ۲۱ آوریل ۱۹۲۸ انجام شده‌است با نتیجه ۲ بر ۰ به سود تیم باشگاه فوتبال بلکبرن به پایان رسید.